# The Deconstruction
The Deconstruction è un album in studio del gruppo rock statunitense Eels, pubblicato il 6 aprile 2018.

## Tracce
1. The Deconstruction – 4:10
2. Bone Dry – 3:42
3. The Quandary – 0:54
4. Premonition – 3:12
5. Rusty Pipes – 4:04
6. The Epiphany – 2:18
7. Today Is the Day – 3:03
8. Sweet Scorched Earth – 3:02
9. Coming Back – 0:58
10. Be Hurt – 3:59
11. You Are the Shining Light – 3:39
12. There I Said It – 2:50
13. Archie Goodnight – 0:48
14. The Unanswerable – 2:08
15. In Our Cathedral – 3:19